# Douaa Foudali
Douaa Foudali, née le 25 mai 2001, est une escrimeuse marocaine.

## Carrière
Douaa Foudali est médaillée de bronze en fleuret par équipe aux Jeux africains de 2019.